# Sylts flygplats
Sylts flygplats (IATA: GWT, ICAO: EDXW) (tyska: Flughafen Sylt) är en flygplats i Westerland vilken är huvudorten på ön Sylt tillhörande förbundslandet Schleswig-Holstein i Tyskland.

## Destinationer
- Lufthansa: Berlin-Tegel, Düsseldorf, München, Stuttgart [Endast säsong]
- Sylt Air: 	Hamburg [Endast säsong]
- TUIfly: 	Flughafen Köln-Bonn, Stuttgart [Endast säsong]